# 底阁镇
34°41′50″N 117°48′02″E / 34.69722°N 117.80056°E
底阁镇是中华人民共和国山东省枣庄市峄城区下辖的一个镇，位于山东南大门，距枣庄市区东45km。2001年甘露沟乡被撤销了，并入了底阁镇。

## 人口
2010年中国第六次人口普查时，底阁镇共有人口40105人。共有家庭12924户，平均每户2.98人。14岁以下的少年儿童共7633人，占总人口19.03%；15-64岁人口共28553人，占总人口71.19%；65岁及以上的老年人共3919人，占总人口的9.771%。男性共计20991人，占总人口52.34%；女性共计19114，占总人口47.65%。本地居住的人口中，拥有本地户籍的人口为37422人，占93.31%。